# Heimathaus Lippramsdorf

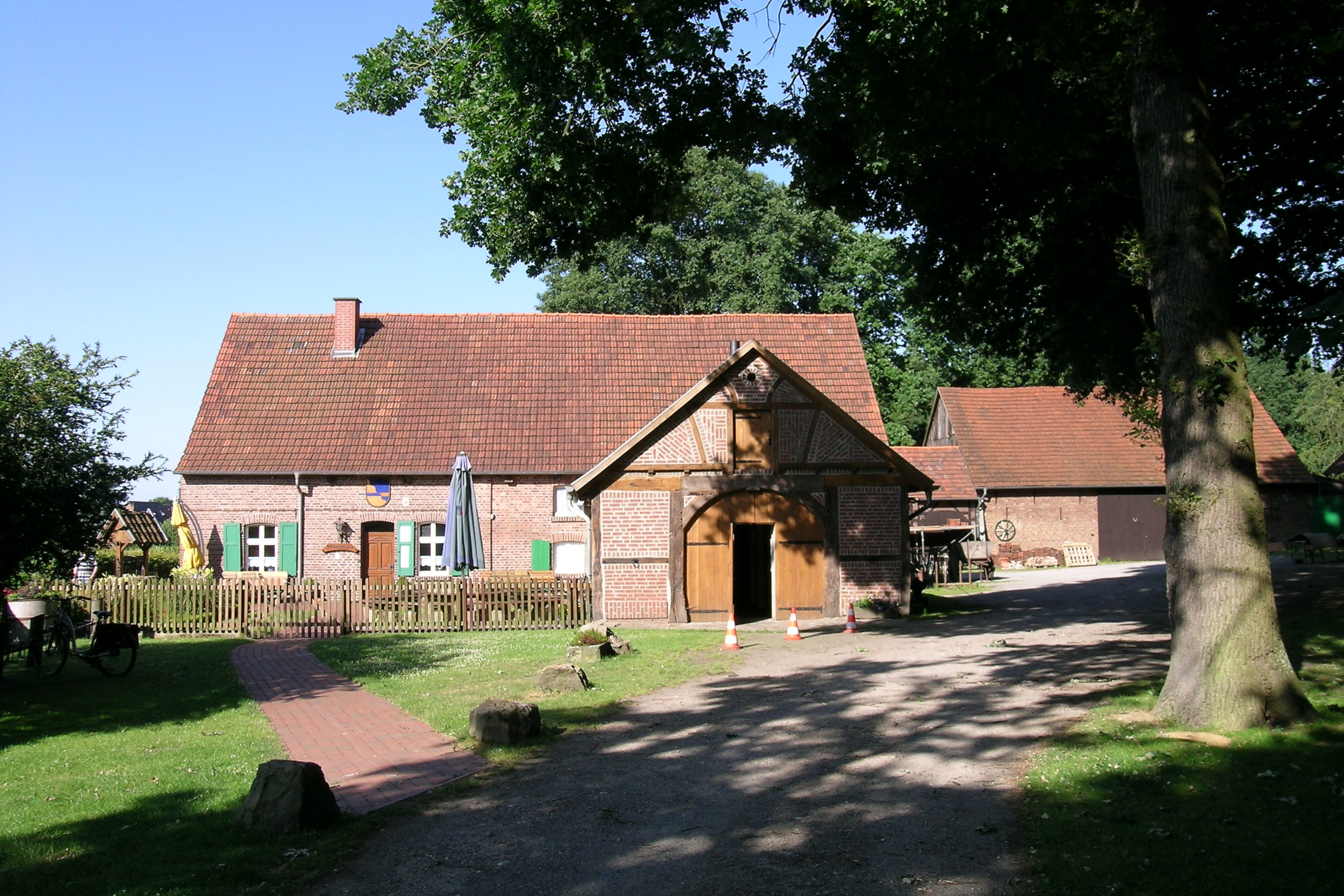
Heimathaus Lippramsdorf, Hofseite

Das Heimathaus Lippramsdorf ist ein über 300 Jahre altes niederdeutsches Bauernhaus (Hallenhaus) im Ortsteil Lippramsdorf der Stadt Haltern am See. Es wurde bis 1974 von der Familie Tuttmann bewirtschaftet und in den 1990er Jahren an den Heimatverein Lippramsdorf vermietet, der das Haus mit eigenen Mitteln (Eigenarbeit der Lippramsdorfer Bürger) renovierte. Seit Juli 1995 steht das Haus der Öffentlichkeit als Begegnungsstätte und für kulturelle Veranstaltungen zur Verfügung, beispielsweise für Lesungen, Konzerte, Heimatabende, Kinderfeste oder Ausstellungen.
Vermutlich ist das Haus im 16. Jahrhundert erbaut worden, eine erste urkundliche Erwähnung datiert aus dem Jahre 1749. Die einzelnen Räume sind: Tenne (Arbeits- und Wirtschaftsraum), Flett (Eingangsbereich), Kammer, Geschichtsraum, Küche, blaues Zimmer, Backstube und der Dachboden, der heute als „Handwerksmuseum“ ausgebaut ist. Auch ist dort die längste Gästekarte der Welt (Guinness-Buch der Rekorde), die anlässlich der 1100-Jahr-Feier von Lippramsdorf auf Leder geschrieben wurde, zu besichtigen.

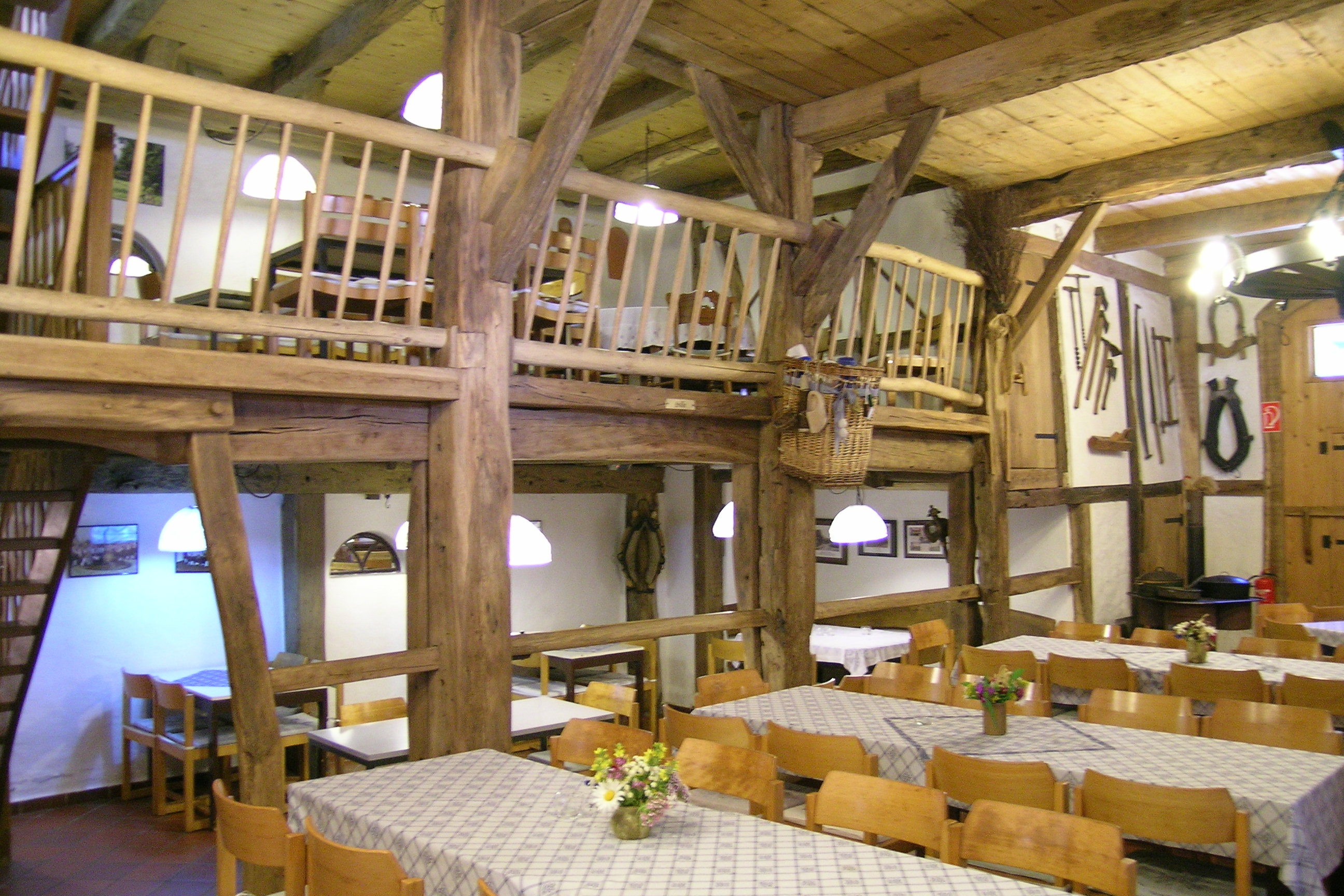
Tenne/Wirtschaftsraum
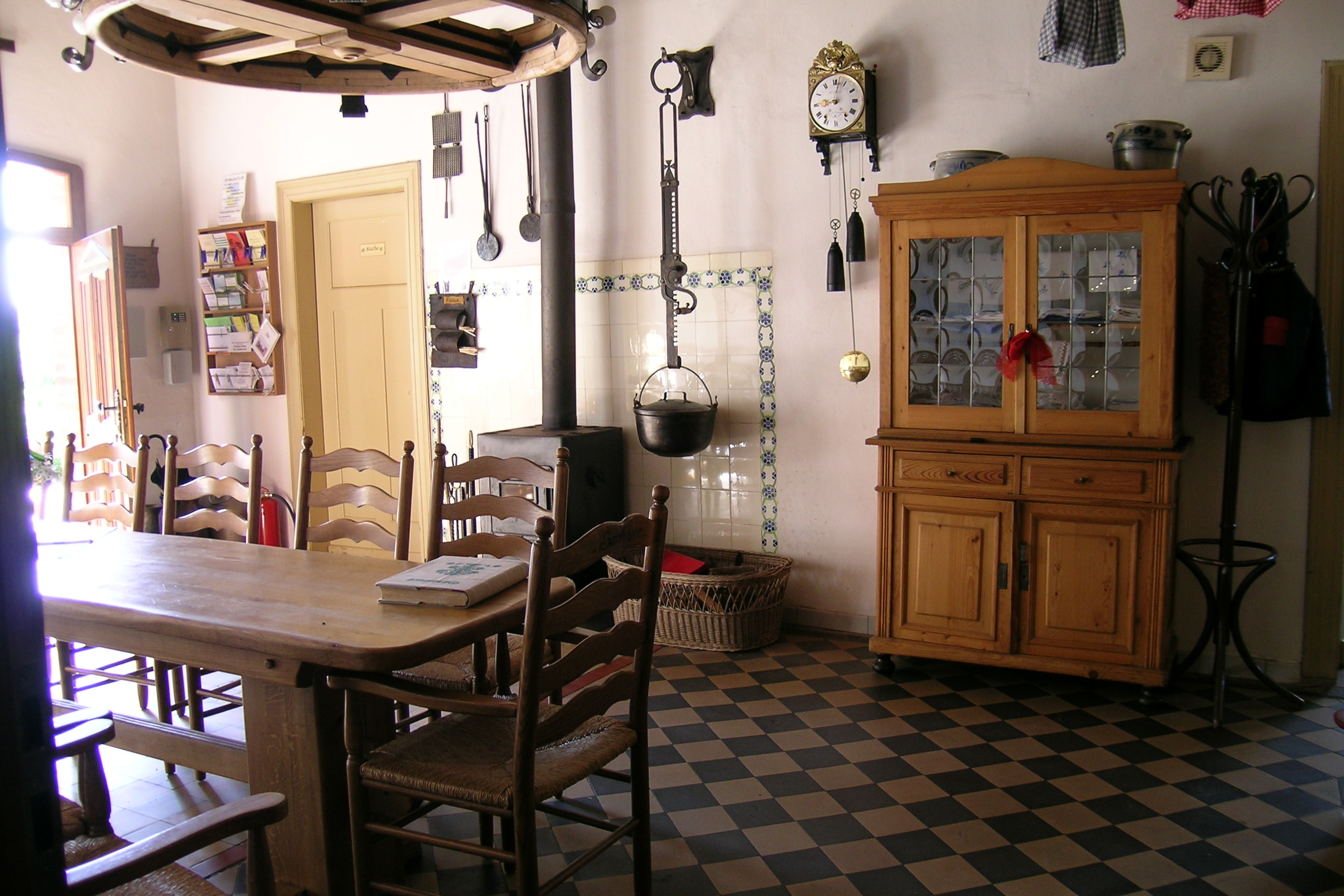
Eingangsbereich
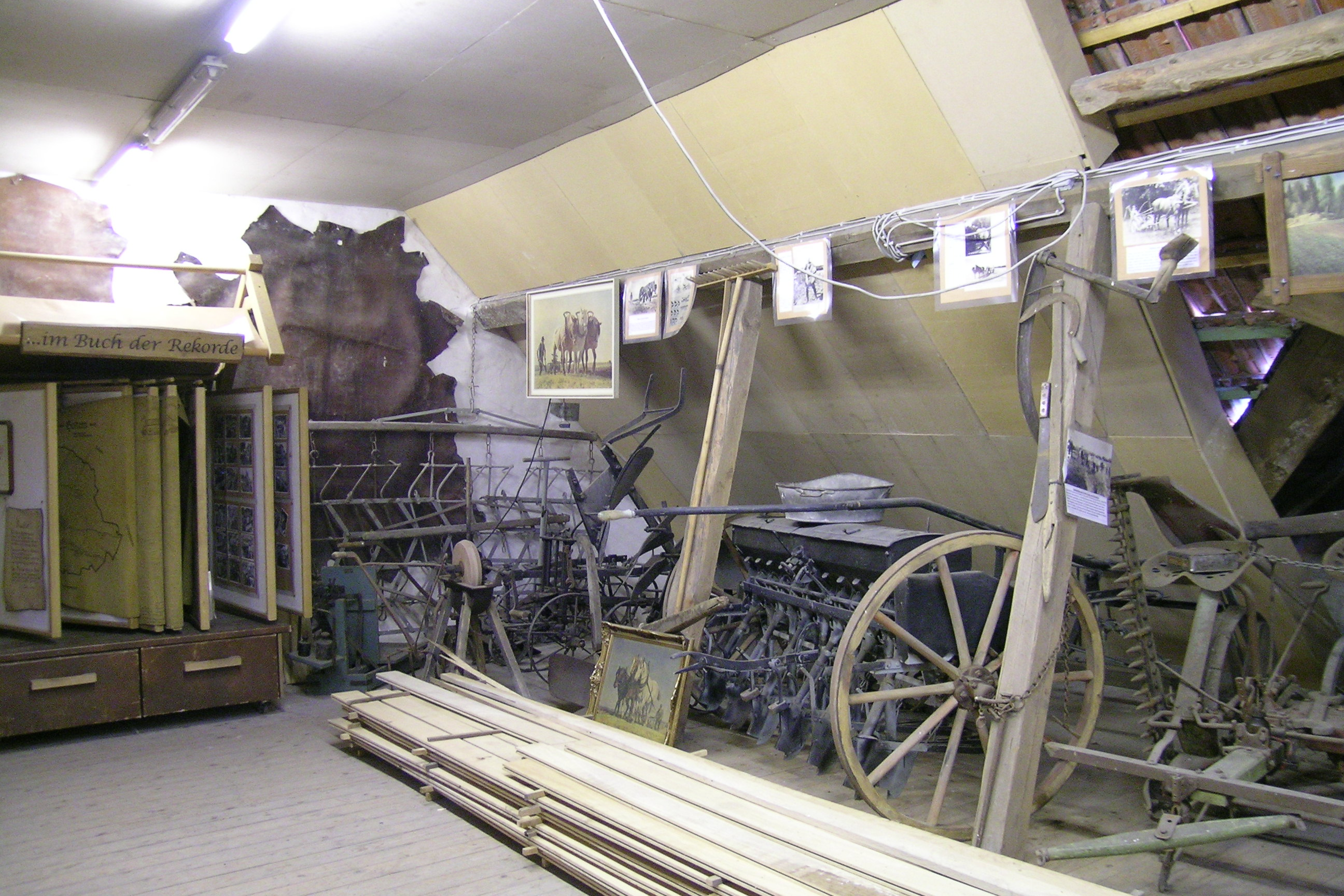
Speicher mit Museum
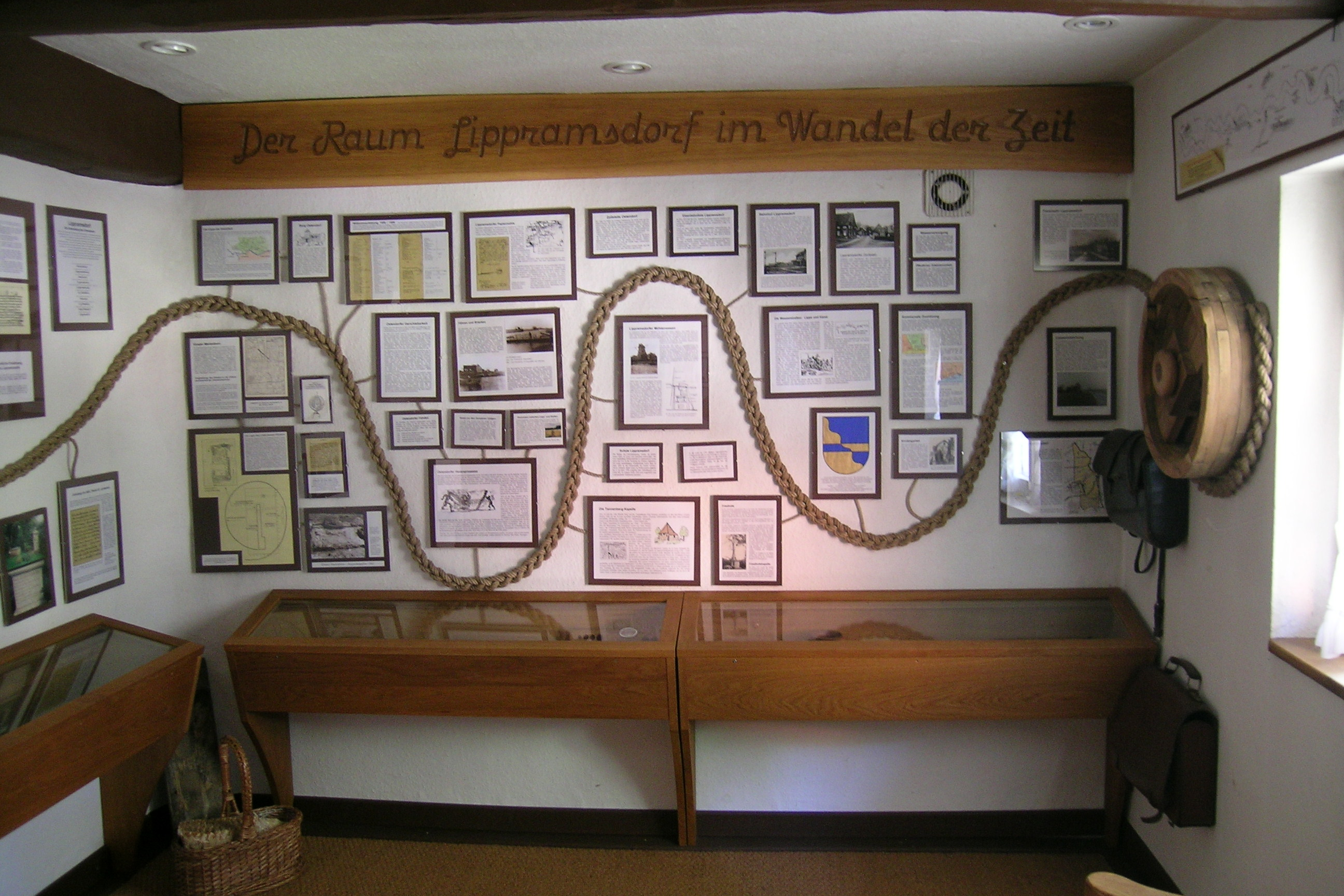
Geschichtsraum